# Psychotrope Substanz

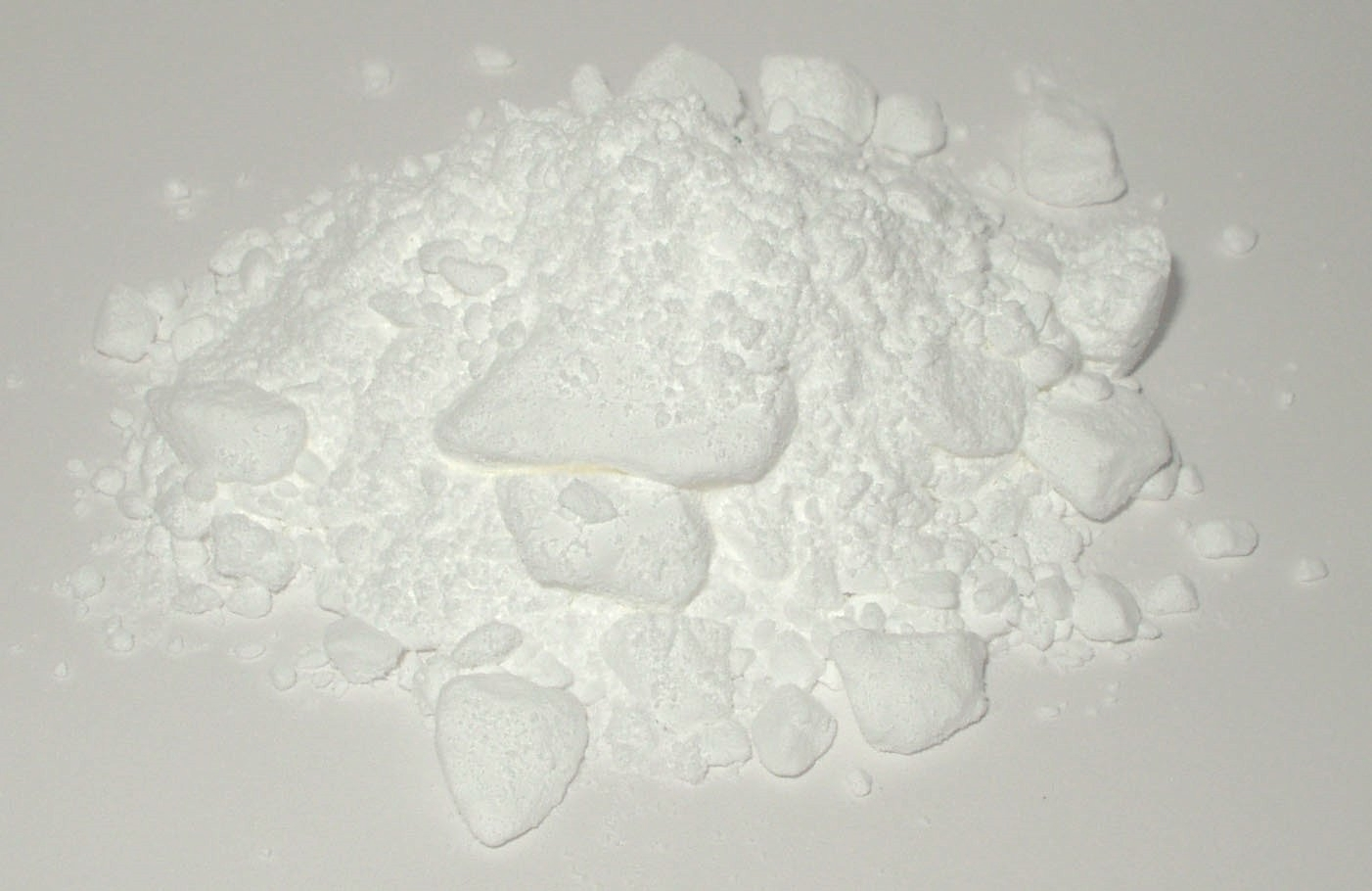
Coffein ist die weltweit am häufigsten konsumierte psychoaktive Substanz.

Eine psychotrope Substanz ist ein Wirkstoff, der die menschliche Psyche beeinflusst. Es kann sich auch um eine Mischung mehrerer Wirkstoffe handeln. Andere neutrale Bezeichnungen dafür sind psychoaktive Substanz oder Psychotropikum (Plural Psychotropika; von griechisch psychḗ „Seele“ und tropḗ „(Hin-)Wendung“). Diese sollen die emotional negativ besetzten Ausdrücke Rauschgift oder Rauschmittel ersetzen. Die Bezeichnungen psychoaktive Substanz und Rauschdroge sind jedoch nicht zwingend gleichbedeutend und sollten daher keinesfalls austauschbar verwendet werden, da u. a. auch Psychopharmaka zu den Psychotropika gehören.

## Details
Jede von außen zugeführte Substanz, die Veränderungen der Psyche und des Bewusstseins eines Menschen bewirkt, wird als psychotrop oder psychoaktiv bezeichnet. Eine solche Beeinflussung kann unterschwellig sein und beispielsweise als Anregung, Entspannung oder angenehme Stimmungsänderung positiv erlebt werden. Sie kann aber auch den Bewusstseinszustand weitreichend beeinträchtigen und zu Krampfanfällen, Bewusstseinsstörungen oder schlimmstenfalls zu einem Koma führen.
Die möglichen gesundheitlichen Folgestörungen insgesamt werden im internationalen Klassifikationssystem ICD-10 als Psychische und Verhaltensstörungen durch psychotrope Substanzen zusammengefasst – etwa akute Intoxikation, multipler Substanzgebrauch, substanzinduzierte Psychose oder Abhängigkeitssyndrom durch psychotrope Substanzen (siehe auch Modellpsychose).
Im Jahr 2019 waren weltweit 11,64 Millionen Todesfälle auf den Gebrauch psychoaktiver Substanzen zurückzuführen. Das entspricht etwa einem Fünftel der gesamten Todesfälle (56,53 Millionen in diesem Jahr). Die hohe Krankheitslast durch den Konsum psychoaktiver Substanzen verursacht enorme Kosten. Diese werden auch durch die Steuereinnahmen auf Tabak und Alkohol nicht ausgeglichen.
In Deutschland betragen die jährlichen Folgekosten für den Konsum von Alkohol ca. 57 Milliarden Euro, beim Tabak sind es 97 Milliarden Euro und bei den illegalen Drogen 5–6 Milliarden Euro. Der Konsum von Cannabis zieht Kosten für die Gesellschaft von knapp 1 Milliarde Euro jährlich nach sich.
Seit dem Altertum werden psychotrope Substanzen zur Behandlung von psychischen Störungen eingesetzt. Jedoch erst in den 1950er Jahren begann die eigentliche Ära der Psychopharmakologie. Sie zeichnete sich durch genau definierte Substanzen und Dosierungen aus.

## Einteilung
Übersicht über spezielle Klassen psychoaktiver Substanzen und ihre Wirkung
- Psychopharmaka: eingesetzt zur Behandlung psychischer und neurologischer Erkrankungen; mit den Subklassen:
  - Antidepressiva: wirksam gegen depressive Verstimmungen
  - Neuroleptika: dämpfende und antipsychotische Wirkung
  - Tranquillanzien, Anxiolytika: angstlösend (anxiolytisch) und entspannend
  - Phasenprophylaktika: stimmungsstabilisierend
  - Psychostimulantien: steigern geistige und körperliche Ausdauer sowie Konzentrationsfähigkeit
  - Antidementiva, Nootropika: Arzneistoffe zur Behandlung der Demenz
  - Hypnotika: fördern den Schlafvorgang

- Halluzinogene: bewirken eine stark veränderte Wahrnehmung der Realität; mit den Subklassen:
  - Psychedelika: erzeugen psychedelische Zustände
  - Dissoziativa: Wirkstoffe, die dissoziative Wirkungen hervorrufen
  - Delirantia: Wirkstoffe, die einen Zustand ähnlich einem Delirium hervorrufen
  - Entheogene: zu rituellen, spirituellen oder religiösen Zwecken verwendete Wirkstoffe

- Stimulanzien: Substanzen, die anregend auf den Organismus wirken; mit den Subklassen:
  - Empathogene: Wirkstoffe, die das Gefühl erzeugen, mit anderen Menschen eine Einheit zu bilden
  - Entaktogene: Wirkstoffe, welche die Wahrnehmung eigener Emotionen verstärken

- Analgetika: Wirkstoffe, die schmerzstillend (analgetisch) wirken

- Aphrodisiaka: Wirkstoffe zur Belebung oder Steigerung der Libido

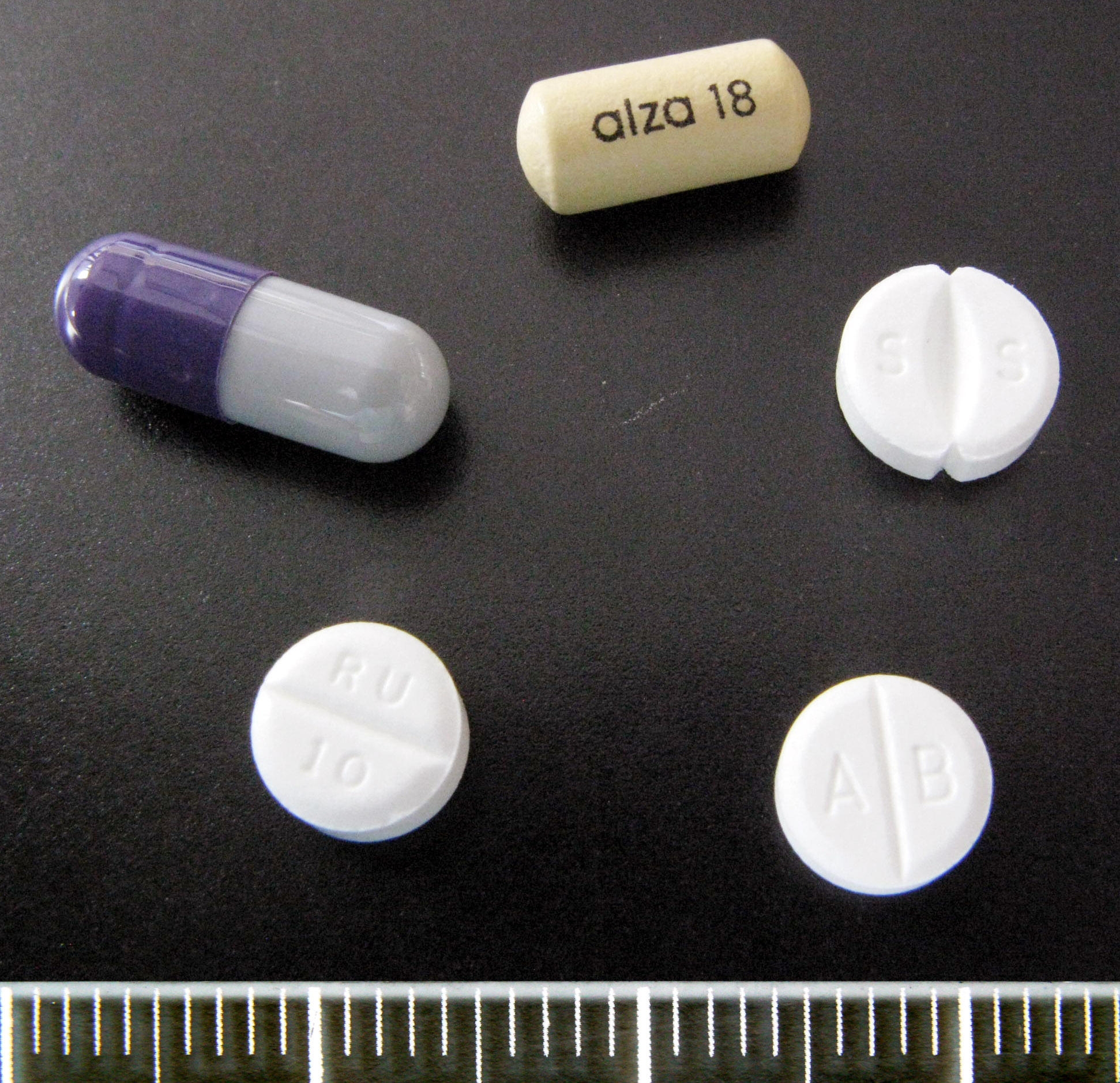
Methylphenidatpräparate verschiedener Hersteller
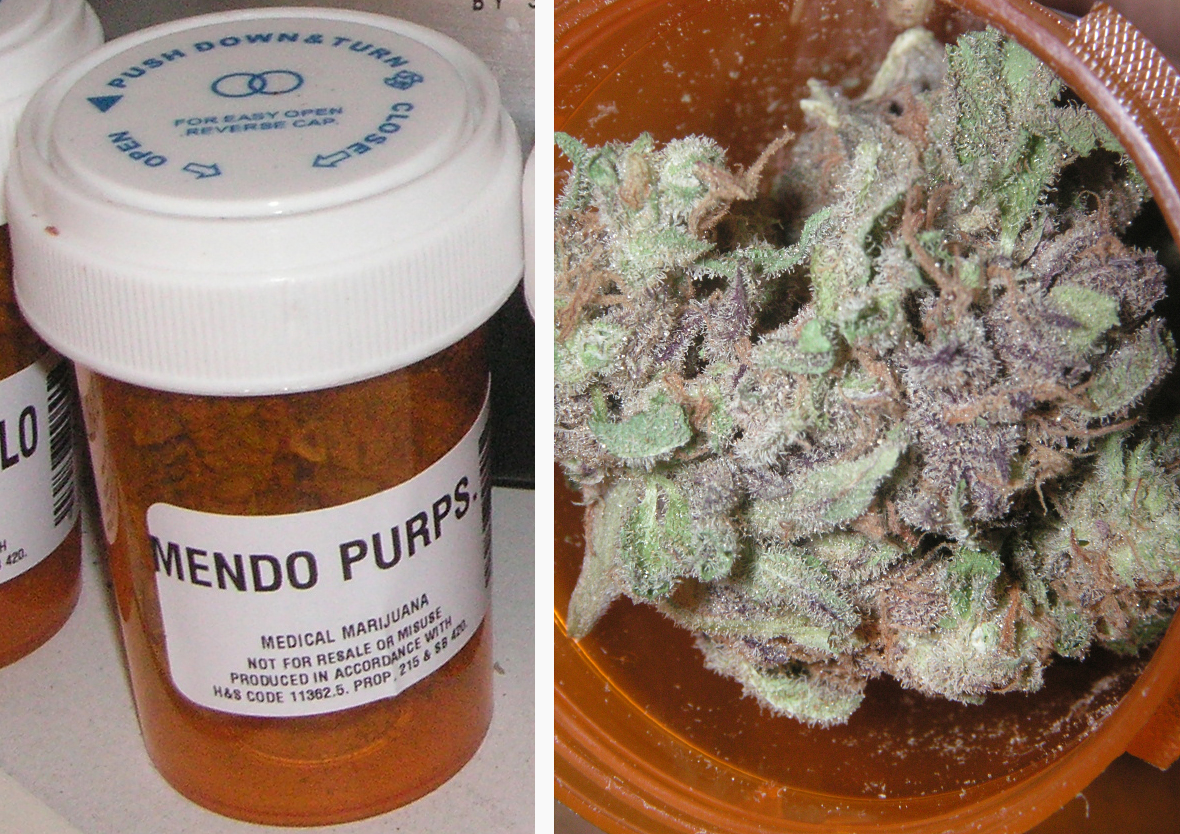
Medizinalhanf (Cannabis flos)
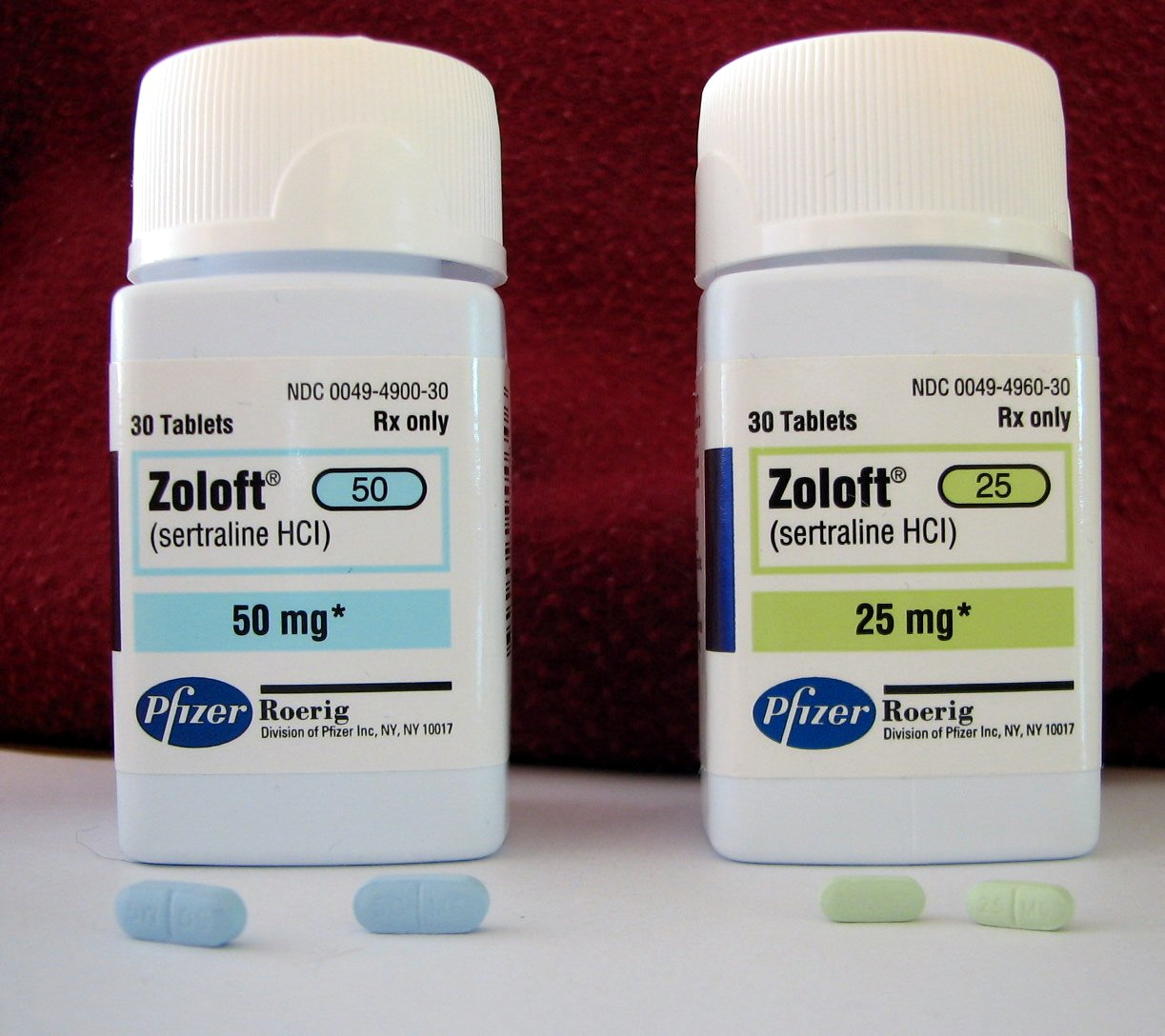
Sertralin, ein selektiver Serotonin-Wiederaufnahmehemmer (SSRI)
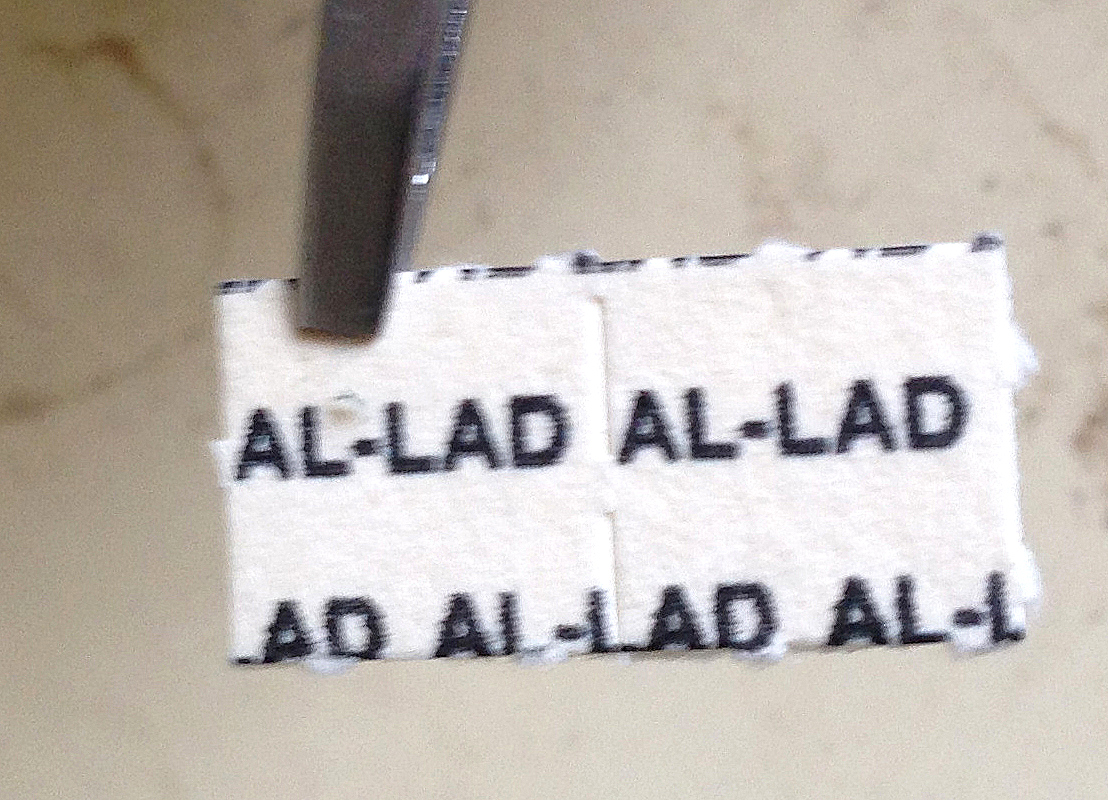
Blotter mit dem LSD-Analogon AL-LAD.
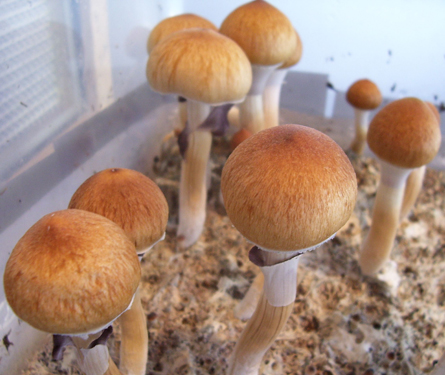
Psilocybe cubensis enthält Psilocybin und Psilocin
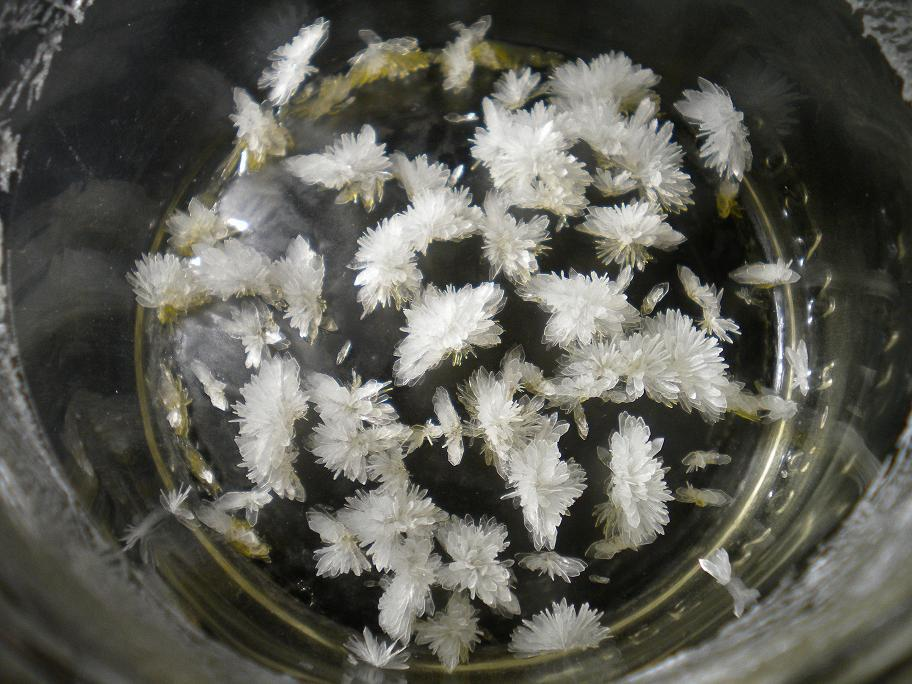
Dimethyltryptamin (DMT), ein körpereigenes, halluzinogenes Tryptamin-Alkaloid
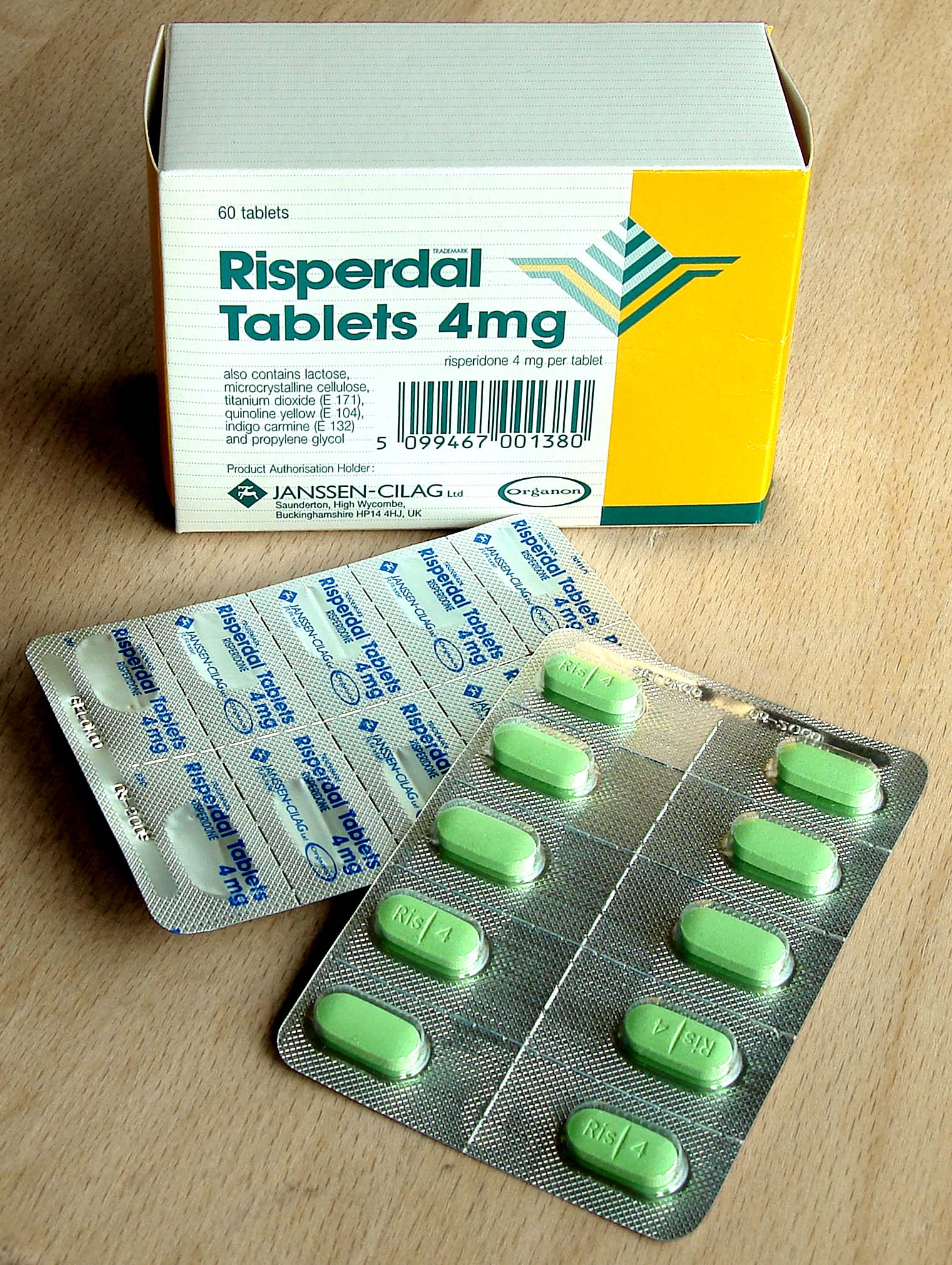
Risperidon, ein Neuroleptikum
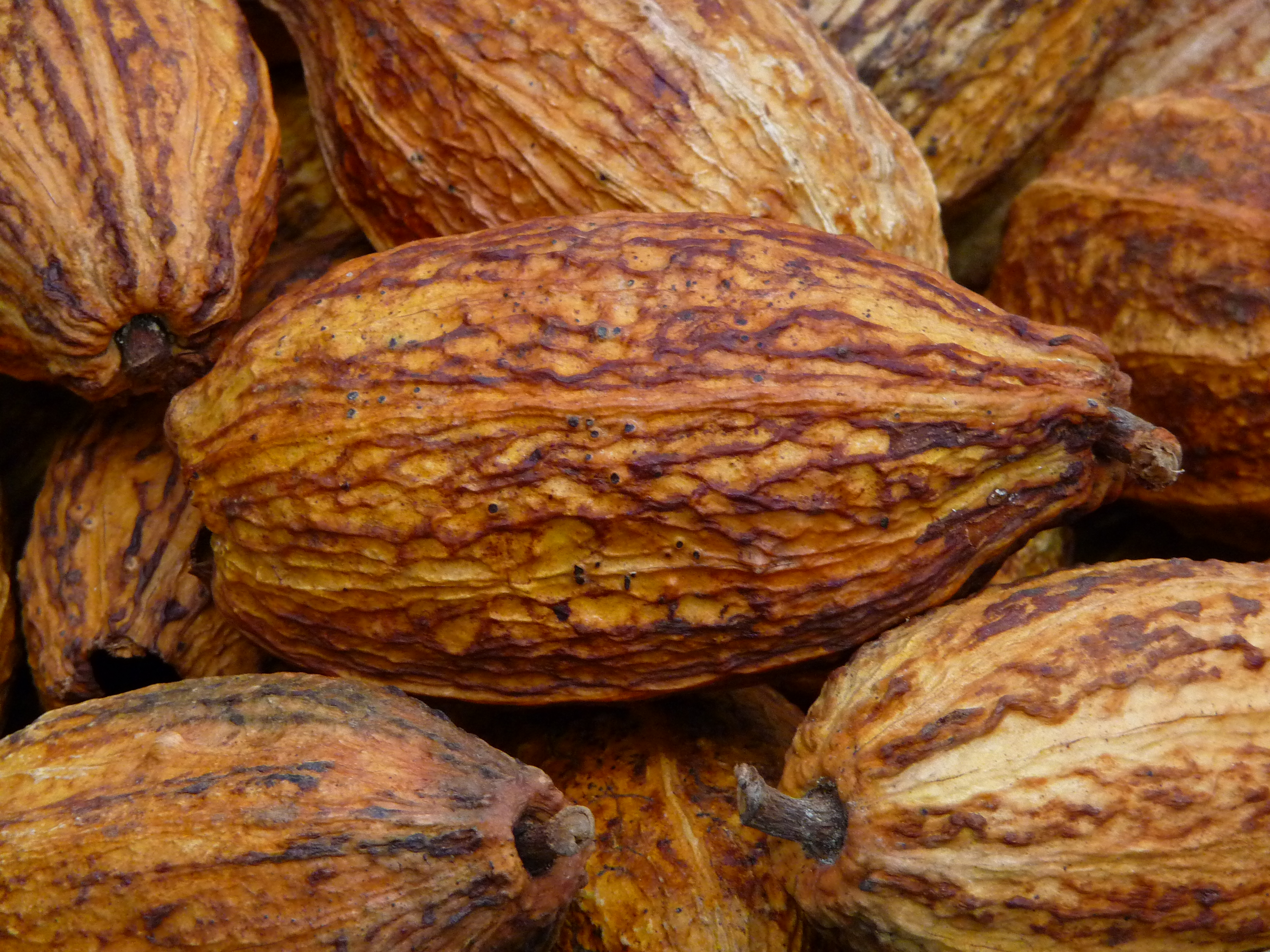
Kakaofrüchte enthalten Theobromin
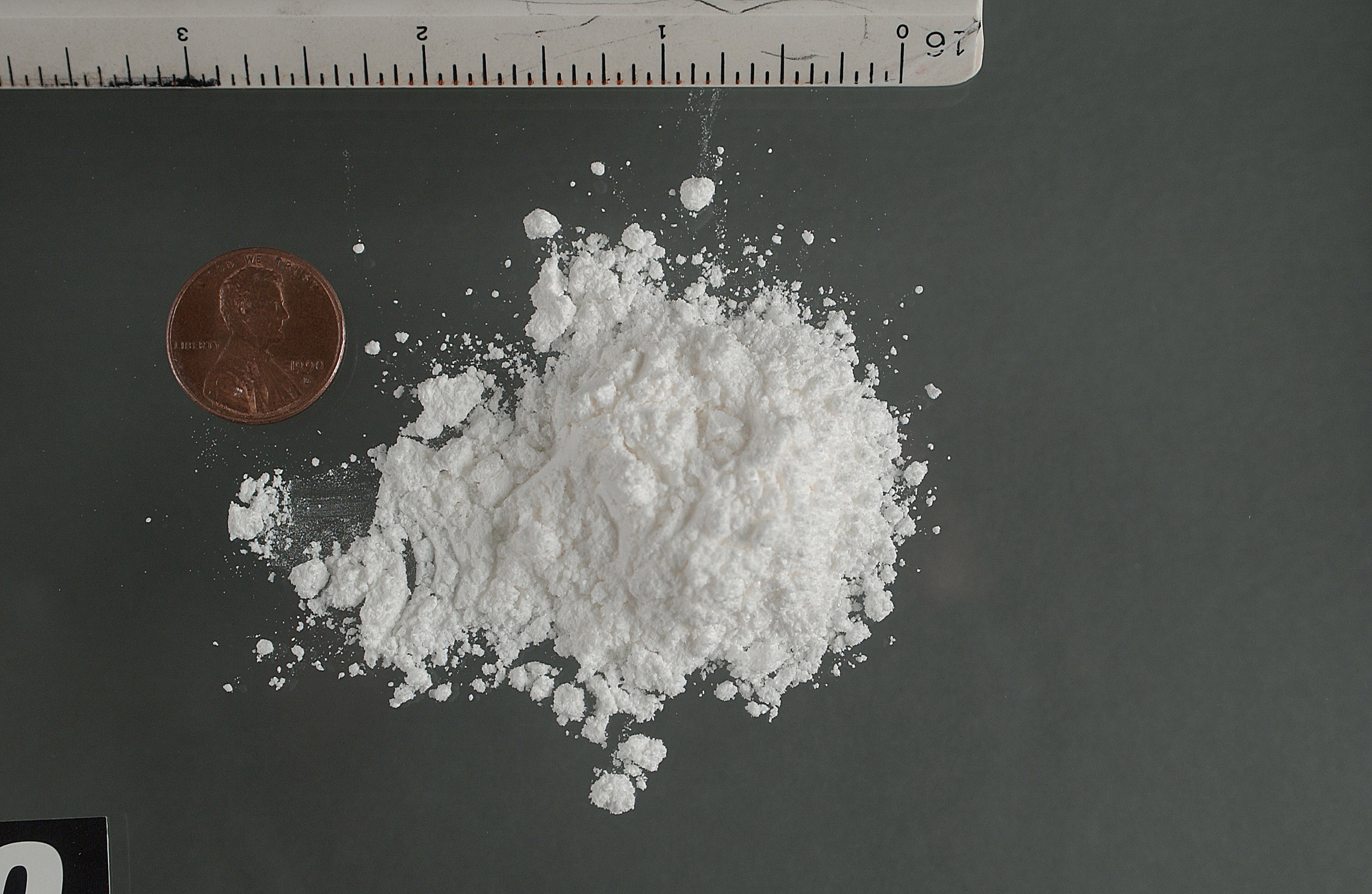
Kokainhydrochlorid aus dem Cocastrauch